# 聖潔大学校
聖潔大学校（ソンギョルだいがっこう、英称: Sungkyul University）は、京畿道安養市万安区聖潔大学路53に本部を置く大韓民国の私立大学である。1962年に設置された。

## 開設学科

### 大学校
- 人文大学
  - 韓国学部
  - 英語英文学科
  - 日本語日本文学科
  - 中国語中国文学科
- 社会科学大学
  - 地域社会科学部
  - 都市計画・不動産学部
  - 社会福祉学
  - 経営学部
  - 流通物類学部
  - 行政学部
- 師範大学
  - 幼児教育科
  - 体育教育科
- 工科大学
  - コンピュータ工学部
  - 情報通信工学部
  - マルチメディア工学部
  - 産業経営工学部
- 芸術大学
  - 音楽学部
  - 演劇映画学部
  - ビューティーデザイン学部
- 神学大学
  - 神学部

### 大学院
- 一般大学院
- 師範大学院
- 社会福祉大学院
- 経営行政大学院
- 文化芸術大学院
- 神学専門大学院
- 聖潔神学大学院

## 交通アクセス
- 韓国鉄道公社京釜線 鳴鶴駅より徒歩16分